# 擎天崗
25°09′59″N 121°34′27″E / 25.166443°N 121.574262°E

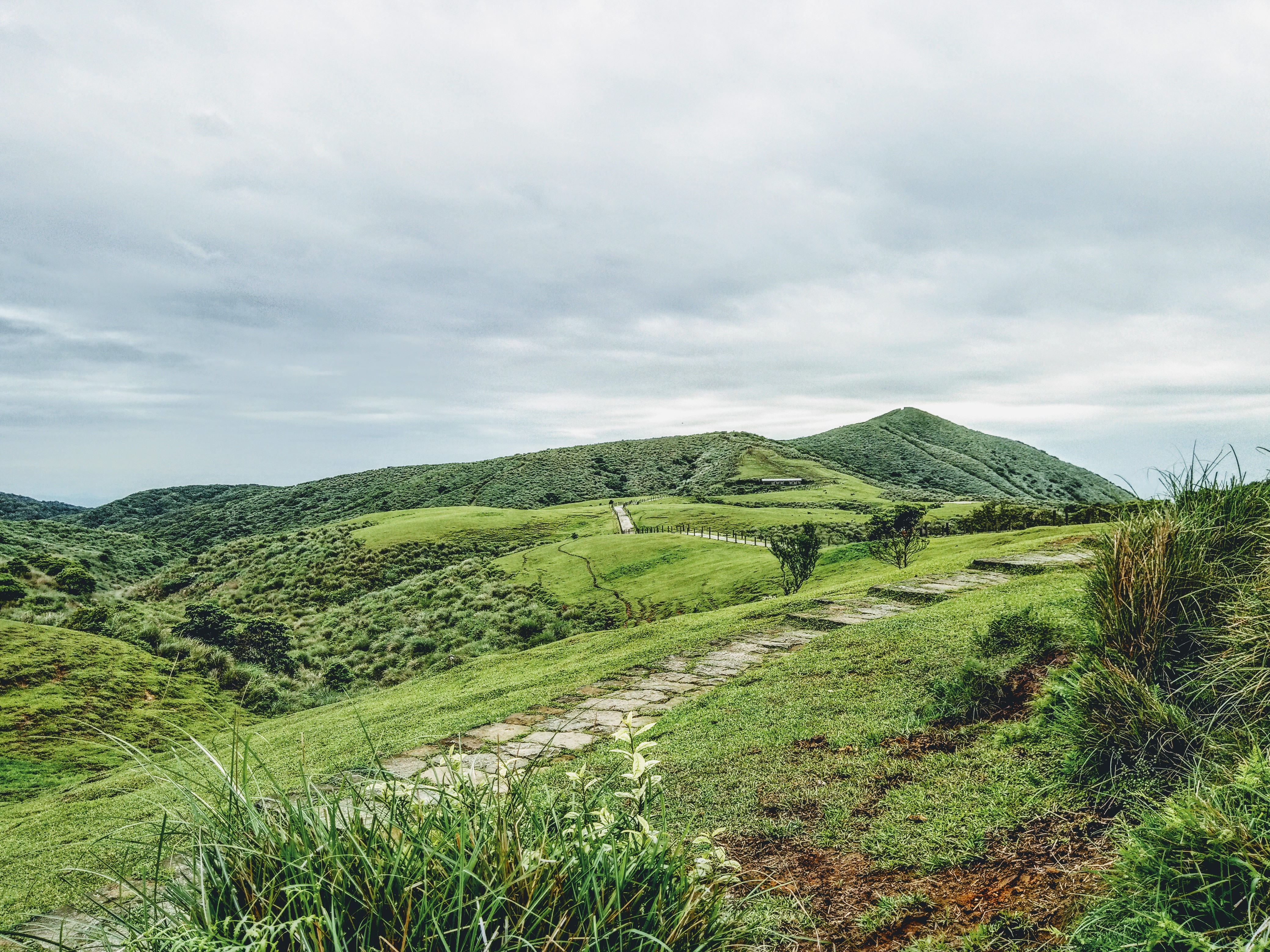
擎天崗草原

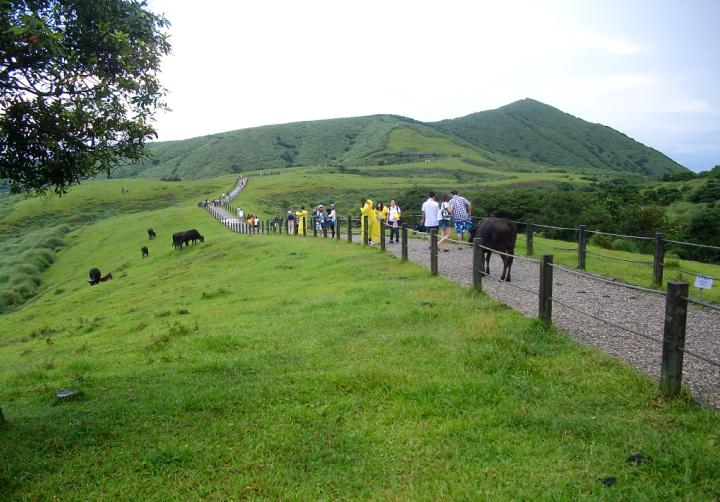
擎天崗草原（陽明山牧場），遠處為竹篙山。

擎天崗位於台灣的陽明山國家公園內，為大屯火山群中的竹篙山熔岩向北噴溢所形成的熔岩階地。

## 歷史
日治時期稱大嶺峠，1934年日本人在此設立「大嶺峠牧場」，放牧牛等動物，範圍含現今擎天崗、冷水坑、七股山一帶。目前擎天崗草原主要由類地毯草及假柃木等組成，據稱最早即為日本人種植。
戰後，1952年中華民國政府據原大嶺峠牧場中擎天崗、冷水坑一帶的規劃設置陽明山牧場，作為寄養放牧牛隻的場所。
陽明山牧場由當時的陽明山管理局、士林鎮公所、北投鎮公所、陽明山農會、士林鎮農會及北投鎮農會等6個單位共同經營，台北市改制為院轄市後即歸台北市農會經營。因此，在擎天崗草原所看到的牛隻是陽明山牧場放牧的牛隻，為北投、士林、金山等地的農民寄養，寄養牛隻均須繳交寄養費。
此一寄養工作最初是協助農閒時間照顧牛隻，雖牛隻數量早已隨耕作機械化及畜牧業式微而愈來愈少，但偶仍可見。不過，擎天崗草原因交通便利，又鄰近七星山、冷水坑、絹絲瀑布等地，加上寬闊的草原風光，逐漸成為台北市著名旅遊景點之一。
　　

## 圖片集

嶺頭喦土地公廟。「喦」通「岩」。
嶺頭喦舊土地公廟，在新廟後面，魚路古道沿途所有土地公廟中歷史最久。[1]

## 外部連結
- 擎天崗環形步道 - 人車分道系統 - 遊憩資訊  陽明山國家公園 （页面存档备份，存于）
- 休閒遊憩主題網 擎天崗週邊步道 臺北市政府工務局大地工程處 （页面存档备份，存于）
- 擎天崗草原  臺北旅遊網